# Iwan van der Horst
Johannes Cornelis Clemens ("Iwan") van der Horst (Wateringen, 9 oktober 1971) is een Nederlands cardioloog en intensivist. Hij is hoogleraar aan de Universiteit Maastricht, hoofd van de intensive care van het Maastricht UMC+ en sinds februari 2022 voorzitter van de Nederlandse Vereniging voor Intensive Care.

## Loopbaan
Iwan van der Horst groeide op in het Zuid-Hollandse Wateringen. Zijn vader was slager. Na de middelbare school studeerde hij geneeskunde aan de Universiteit Leiden. Gedurende zijn opleiding werkte hij in de Isala Klinieken (Zwolle), het Martini Ziekenhuis (Groningen) en het Universitair Medisch Centrum Groningen (UMCG). In 2005 promoveerde hij aan de Rijksuniversiteit Groningen op het proefschrift Metabolic interventions in acute myocardial infarction over het nut om na een infarct het hart te voeden met glucose, insuline en kalium en zo de hartspier te beschermen. Promotores waren prof. dr. Felix Zijlstra en prof. dr. Rijk O.B. Gans. Daarna was hij in het UMCG 3,5 jaar werkzaam als cardioloog en vervolgens 5,5 jaar als intensivist. In augustus 2019 stapte hij over naar de Universiteit Maastricht, waar hij werd aangesteld als hoogleraar Intensive Care, en het Maastricht UMC+, waar hij hoofd van de ic werd.
Aan het begin van de coronacrisis pleitte Van der Horst ervoor om een goed gesprek met patiënten te hebben of ze wel of niet op de ic opgenomen wilden worden. In een interview met het ANP (gepubliceerd in onder andere Het Parool en de Gelderlander) bevestigde Van der Horst dat veel personeel in de gezondheidszorg tijdens de coronacrisis onder hoge druk werkte. Pas toen hij zelf een operatie moest ondergaan en gedwongen was alles los te laten, merkte hij welke zware tol dat geëist had. Voor hem was de coronatijd "het meest intensieve dat hij ooit had meegemaakt". Over de te lage ic-beddencapaciteit tijdens de coronacrisis merkte hij op "We zijn te zuinig geweest" en "we zijn langs de rand van de afgrond gegaan".
Van der Horst was sinds 2018 bestuurslid en penningmeester van de Nederlandse Vereniging voor Intensive Care (NVIC). In februari 2022 volgde hij Diederik Gommers op als voorzitter van de NVIC.

## Privé
Van der Horst is getrouwd met de internist-endocrinoloog Anouk Schrivers. Het echtpaar heeft een zoon en een dochter.